# Скордюв
Скордюв (пол. Skordiów) — село в Польщі, у гміні Дорогуськ Холмського повіту Люблінського воєводства.
Населення — 117 осіб (2011).

## Демографія
Демографічна структура станом на 31 березня 2011 року:
|          | Загалом | Допрацездатний вік | Працездатний вік | Постпрацездатний вік |
| -------- | ------- | ------------------ | ---------------- | -------------------- |
| Чоловіки | 62      | 13                 | 43               | 6                    |
| Жінки    | 55      | 7                  | 37               | 11                   |
| Разом    | 117     | 20                 | 80               | 17                   |